# 모하메단 SC (콜카타)
모하메단 스포팅 클럽(벵골어: মহামেডান স্পোর্টিং ক্লাব, 영어: Mohammedan Sporting Club)은 일반적으로 모하메단(벵골어: মহামেডান, 영어: Mohammedan)이라고도 불리는 이 클럽은 서벵골주 콜카타에 위치한 인도의 프로 축구 클럽이다. 이 클럽은 인도 축구 리그 시스템의 최상위 리그인 인도 슈퍼리그와 아시아에서 가장 오래된 축구 리그인 캘커타 풋볼 리그(CFL)에서 경쟁하는 프로 남자 축구 섹션으로 가장 잘 알려져 있다. 1891년 2월에 설립된 이 클럽은 인도에서 가장 오래된 현역 축구 클럽 중 하나이다. 모하메단은 듀란드컵에서 우승한 최초의 인도 클럽이며, 해외 대회에서 우승한 최초의 인도 클럽이기도 한다.

## 역사

### 초기
1887년, 칸 바하두르 아미눌 이슬람의 지도 아래 주빌리 클럽이라는 스포츠 클럽이 설립되었고, 이후 크레센트 클럽으로 이름이 변경되었고, 이후 하미디아 클럽으로 이름이 변경되었다. 마침내 1891년, 이슬람은 클럽을 개혁하여 캘커타에 거주하는 벵골계 무슬림들을 대표하기 위해 모하메드 스포츠 클럽으로 명명했다. 클럽은 창립 후 여러 지역 대회에 참가했지만 1902년, 1906년, 1909년 쿠치 베하르 컵에서 우승한 후에야 두각을 나타냈다. 처음에는 클럽의 목표가 엄격하게 공동체적이지 않았고, 클럽 회원들은 종종 당시 벵골 힌두교도들과 무슬림들의 지지를 받았던 모훈 바간의 업적에 진심 어린 감사를 표했다. 모훈 바간의 역사적인 1911년 IFA 실드 우승 당시, 클럽 회원들은 "힌두교 형제의 승리에 거의 열광하고 기쁨에 겨워 그라운드를 밟았습니다."
칸 사히브 사이드 아흐메드 라시드는 벵골의 사회 및 스포츠 생활에 매우 깊은 관심을 보였으며, 1925년부터 1932년까지 모하메단의 공동 비서로 선출되었다.

### 상당한 성공 기간
1947년 분할 이후, 클럽은 많은 엘리트 후원자들, 회원들, 그리고 선수들을 잃었고, 이들은 새로 형성된 이슬람 국가 파키스탄으로 이적하기로 결정했다. 곧 주요 대회에서의 성과와 함께 운영에 어려움을 겪었다. 그러나 외국 국적으로 모하메단에서 계속 뛰게 된 선수는 거의 없었다. 그럼에도 불구하고, 클럽은 1948년 독립 이후 인도에서 첫 번째 CFL 타이틀을 획득하는 데 성공했다.

## 경기장
역사적으로, 클럽은 홈 경기를 개최하기 위해 콜카타, 하우라, 바라사트, 그리고 칼야니의 여러 경기장을 사용해 왔다. 에덴 가든스는 1984년 비베카난다 유바 바라티 크리란간이 개장한 이후 크리켓 경기를 위해 사용되고 있다.

### 비베카난다 유바 바라티 크리란간

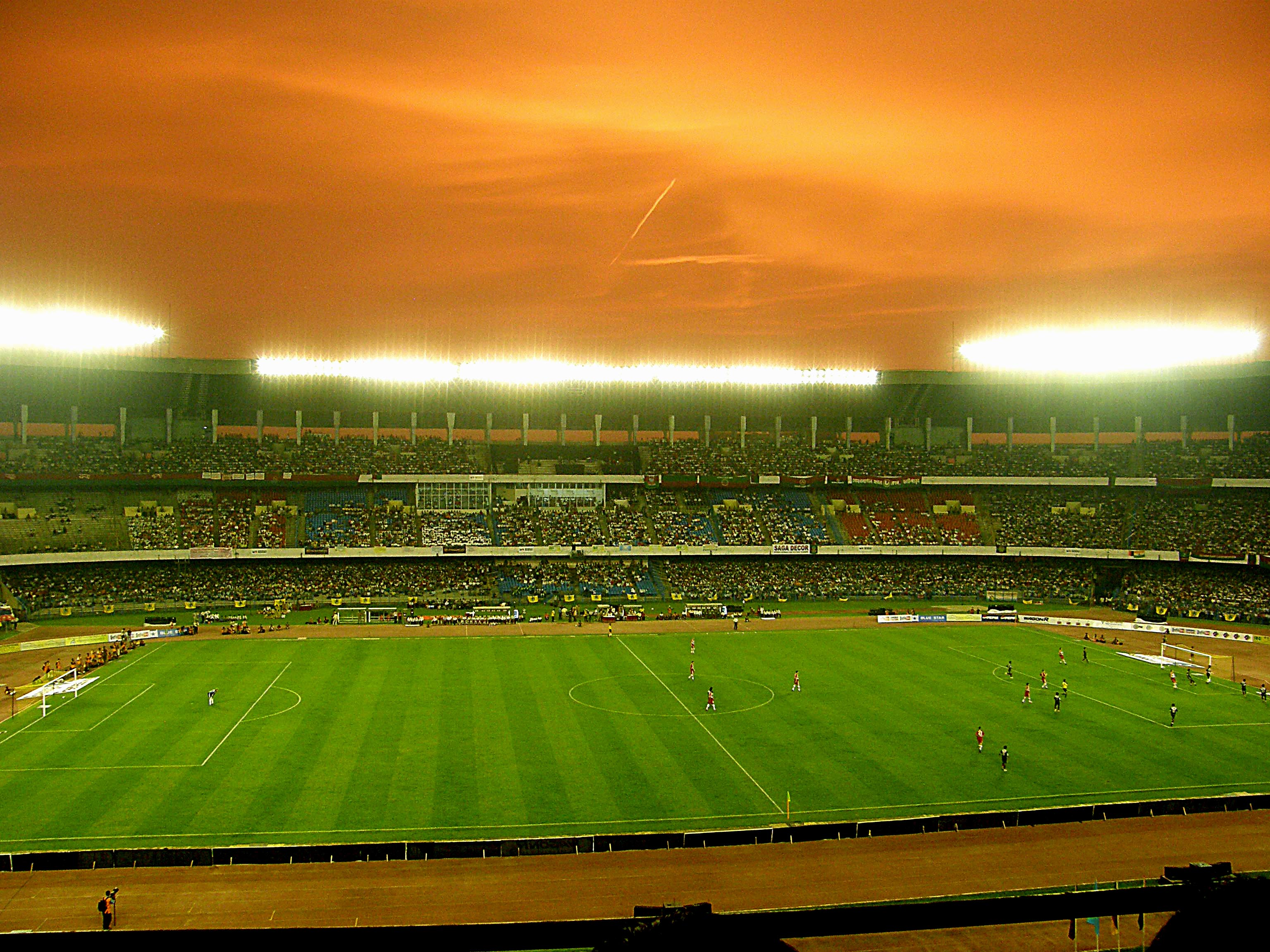
콜카타의 솔트레이크 스타디움

모하메단은 콜카타의 비난다가르 교외에 위치한 비베카난다 유바 바라티 크리란간, 흔히 솔트레이크 스타디움이라고 불리는 곳에서 주요 경기를 치른다. 서벵골 정부가 청소년 스포츠 부서 산하에 소유한 다목적 경기장인 VYKB는 주로 축구 경기를 개최하며, 가끔씩 열리는 육상 경기 외에도 경기를 개최한다. 이 경기장은 1984년에 지어졌으며, 주로 콜카타 더비와 같은 경기를 위해 지어졌으며, 관중 수가 너무 많아 마이단의 경기장을 수용할 수 없었다. 2011년에 개조되기 전에는 12만 명을 수용할 수 있는 세계에서 가장 큰 축구 경기장이었다. 1989년에 릉라도 5월1일 경기장이 건설되고 개장하기 전에는 세계에서 가장 큰 축구 경기장이었다. 현재는 수용 인원 기준으로 아시아에서 네 번째로 큰 스포츠 경기장이다. 거대한 경기장에는 VIP 게이트를 포함한 9개의 출입구와 관중이 관람 블록에 도달할 수 있는 30개의 경사로가 있는 3층의 콘크리트 갤러리가 있다. 이 경기장은 주로 인도 슈퍼리그, 내셔널 풋볼 리그, I리그와 같은 주요 홈 경기를 개최하는 데 사용되어 왔다. 2024년 인도 슈퍼리그로 승격된 이후 모하메단은 ISL의 다른 두 콜카타 빅클럽인 이스트 벵골과 모훈 바간을 상대로 미니 더비를 개최하는 데 사용하고 있다.